# Nijel Amos
Nijel Amos (Marobela, 15 maart 1994) is een Botswaanse middellangeafstandsloper, die zich met name heeft toegelegd op de 800 m. Hij nam tweemaal deel aan de Olympische Spelen en veroverde hierbij in totaal een zilveren medaille. 

## Loopbaan
Amos won die zilveren medaille op de Olympische Spelen van 2012 in Londen, toen hij op zijn favoriete afstand tweede werd achter David Rudisha, die van kop af naar een verbetering van zijn eigen wereldrecord snelde in 1.40,91. Zelf slaagde hij erin om het wereldjeugdrecord van Abubaker Kaki Khamis (1.42,69) met bijna een seconde aan te scherpen tot 1.41,73. Vier jaar later werd hij op de Olympische Spelen van Rio de Janeiro in de voorrondes uitgeschakeld met 1.50,46. 
In juli 2022 werd Amos voorlopig geschorst wegens een overtreding van de dopingregels, enkele dagen voor de opening van de wereldkampioenschappen in Eugene, Verenigde Staten. Amos testte positief op een metabole modulator.

## Titels
- Gemenebestkampioen 800 m - 2014
- Wereldkampioen junioren 800 m - 2012
- Universitair kampioen 800 m - 2013
- Afrikaans kampioen 800 m - 2014, 2016
- Afrikaans kampioen 4 x 400 m - 2014
- Winnaar Afrikaanse Spelen 800 m - 2015
- Winnaar Afrikaanse Spelen 4 x 400 m - 2015
- Botswaans kampioen 400 m - 2014

## Persoonlijke records
| Onderdeel | Prestatie        | Datum           | Plaats    |
| --------- | ---------------- | --------------- | --------- |
| 200 m     | 21,34            | 30 juni 2015    | Erlangen  |
| 400 m     | 44,99            | 16 juli 2019    | Padua     |
| 600 m     | 1.15,86          | 17 juli 2020    | Finn Rock |
| 800 m     | 1.41,73 (WR U20) | 9 augustus 2012 | Londen    |
| 1000 m    | 2.25,21          | 15 juli 2010    | Rabat     |
| 1500 m    | 3.44,04          | 15 mei 2021     | Irvine    |
| 3000 m    | 8.33,93          | 23 mei 2010     | Gaborone  |

## Palmares

### 400 m
- 2013: DNF in series Universiade

### 800 m
Kampioenschappen
- 2011: 5e WK U18 - 1.47,28
- 2012:  WK U20 - 1.43,79
- 2012:  OS - 1.41,73
- 2013: DNS WK
- 2013:  Universiade - 1.46,53
- 2014:  Gemenebestspelen - 1.45,18
- 2014:  IAAF Continental Cup - 1.44,88
- 2014:  Afrikaanse kampioenschappen - 1.48,54
- 2015: 3e in ½ fin. WK - 1.47,96
- 2015:  Afrikaanse Spelen - 1.50,45
- 2016: 7e in serie OS - 1.50,46
- 2016:  Afrikaanse kampioenschappen - 1.45,11
- 2017: 5e WK - 1.45,83
- 2018: 8e Gemenebestspelen - 1.48,45
- 2019: DNS is series WK
- 2021: 8e OS - 1.46,41

Diamond League-podiumplekken
- 2014:  Qatar Athletic Super Grand Prix – 1.44,54
- 2014:  Herculis – 1.42,45
- 2014:  Weltklasse Zürich – 1.43,77
- 2014:  Prefontaine Classic - 1.43,63
- 2014:  Meeting de Paris - 1.43,70
- 2015:  Prefontaine Classic – 1.45,06
- 2015:  Golden Gala – 1.43,80
- 2015:  Birmingham Grand Prix – 1.46,77
- 2015:  Athletissima – 1.43,27
- 2015:  Herculis – 1.42,66
- 2015:  London Grand Prix – 1.44,57
- 2015:  Memorial Van Damme – 1.45,25
- 2017:  Meeting de Paris - 1.44,24
- 2017:  London Müller Anniversary Games - 1.43,18
- 2017:  Meeting International Mohammed VI d'Athlétisme de Rabat - 1.43,91
- 2017:  Birmingham Müller Grand Prix - 1.44,50
- 2017:  Memorial Van Damme – 1.44,53
- 2018:  Prefontaine Classic – 1.45,51
- 2018:  Herculis – 1.42,14
- 2019:  Doha Diamond League - 1.44,29
- 2019:  Golden Gala – 1.43,65
- 2019:  Meeting de Rabat - 1.45,57
- 2019:  Herculis – 1.41,89
- 2019:  Weltklasse Zürich – 1.42,98
- 2022:  Meeting de Rabat - 1.45,66

### 4 x 400 m
- 2015: 5e in series WK - 2.59,95
- 2015:  Afrikaanse Spelen - 3.00,95
- 2017: 6e in series WK - 3.06,50